# Novi Alevisio

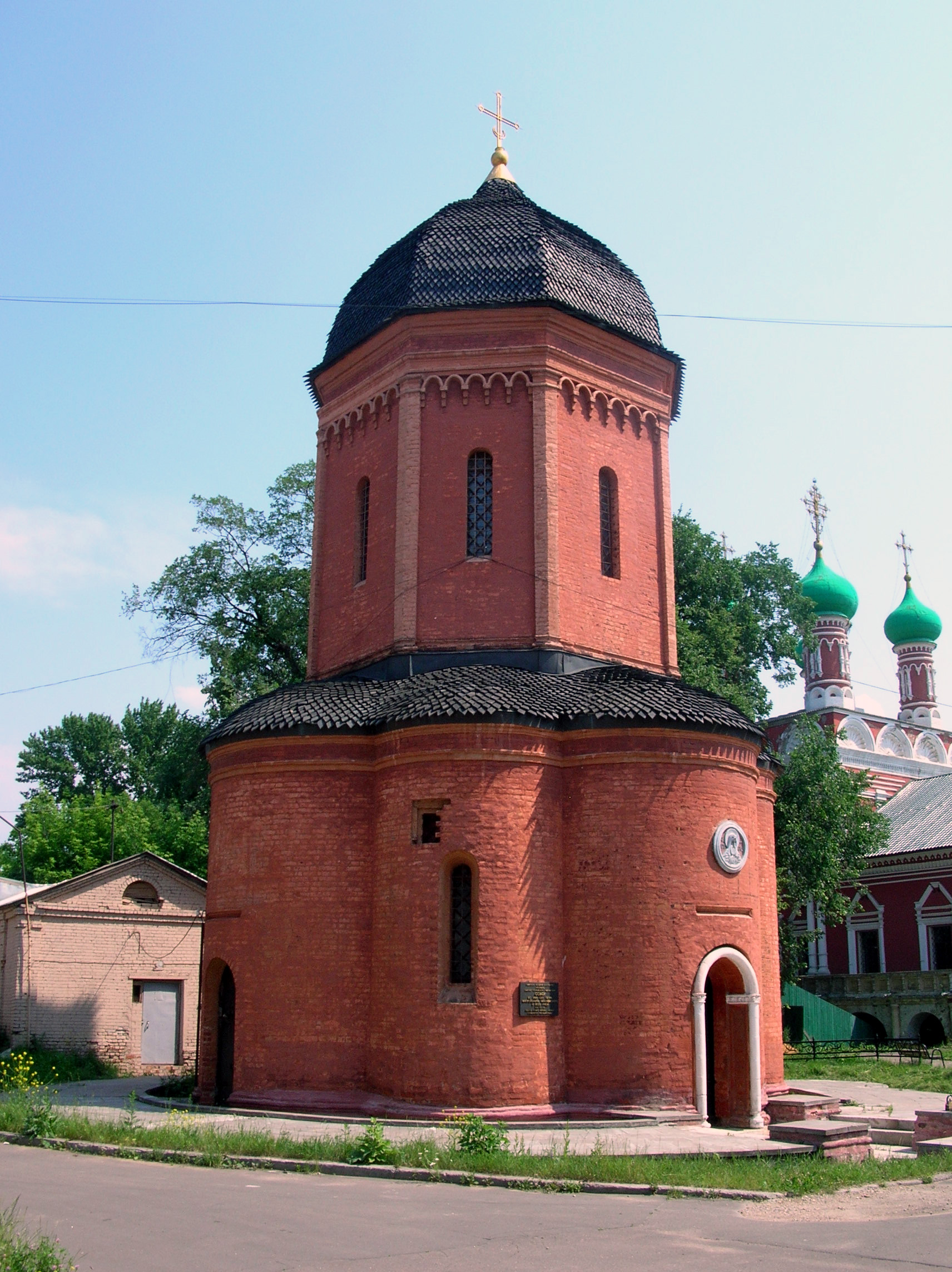
Una dintre cele 12 biserici construite de Aloisio în Moscova

Novi Alevisio (n. secolul al XV-lea – d. 1531, Moscova, Cnezatul Moscovei) a fost un arhitect italian (sfârșit sec. XV - începutul sec. XVI). Chemat în Rusia în timpul lui Ivan III, a contribuit la finalizarea ansamblului de clădiri din Kremlin, adăugând la baza tradițiilor vechii arhitecturi rusești de orientare bizantină, elemente de Renaștere. A lucrat la Catedrala Arhanghelski și Palatul Teremelor.